# ݿ
Kāf deux points suscrits est une lettre additionnelle de l’alphabet arabe anciennement utilisée dans l’écriture de langues berbères et l’écriture du persan ou des langues en ayant un alphabet dérivé du persan.

## Utilisation
En persan, ‹ ݿ › ou ‹ ػ › ont représenté une consonne occlusive vélaire voisée [ɡ] ou une consonne nasale vélaire voisée [ŋ], selon le dialecte. Elles ont été remplacées par kāf long trait suscrit ‹ گ ›, kāf long rond ‹ ګ › ou kāf trois points suscrits ‹ ڭ › en persan et les langues utilisant un alphabet dérivé du persan.
Au XIe siècle, Al-Biruni utilise la lettre ‹ ݿ › pour noter une consonne occlusive vélaire voisée [ɡ] dans son Histoire de l’Inde, comme était fait à l’époque en persan.
Ibn Khaldoun l’utilise notamment en arabe au XIVe siècle pour noter le g dur berbère, la consonne occlusive vélaire voisée [ɡ], dans la Muqaddima, alternativement avec le kāf point suscrit ‹ ڬ › et le kāf point souscrit ‹ ࢴ ›, indiquant que la lettre est prononcé entre un kāf et un djīn (avec son point souscrit distinctif) ou un qāf (avec son point suscrit ou ses deux points suscrits).
La forme avec le kāf ouvert ‹ ػ › est notamment utilisée dans le Dictionnaire arabe-amazighe de Mohammed Chafik.

## Représentation informatique
Le kāf deux points suscrits peut être représenté avec les caractères Unicode suivants (arabe, supplément arabe) :
| formes | représentations | chaînes de caractères | points de code | descriptions                           |
| ------ | --------------- | --------------------- | -------------- | -------------------------------------- |
| lettre | ػ               | ػ                     | U+063B         | lettre arabe keha’ deux points en chef |
| lettre | ݿ               | ݿ                     | U+077F         | lettre arabe kaf deux points en chef   |